# Zllakuqan
Zllakuqan (albanisch auch Zllakuqani, serbisch Злокућане Zlokućane) ist ein Ort in Kosovo, der zur Gemeinde Klina gehört.

## Geografie
Zllakuqan liegt an der Straße Gjyrakovc–Klina, ca. vier Kilometer nordwestlich der Stadt Klina. Durch den Ort fließt der Weiße Drin.

## Bevölkerung

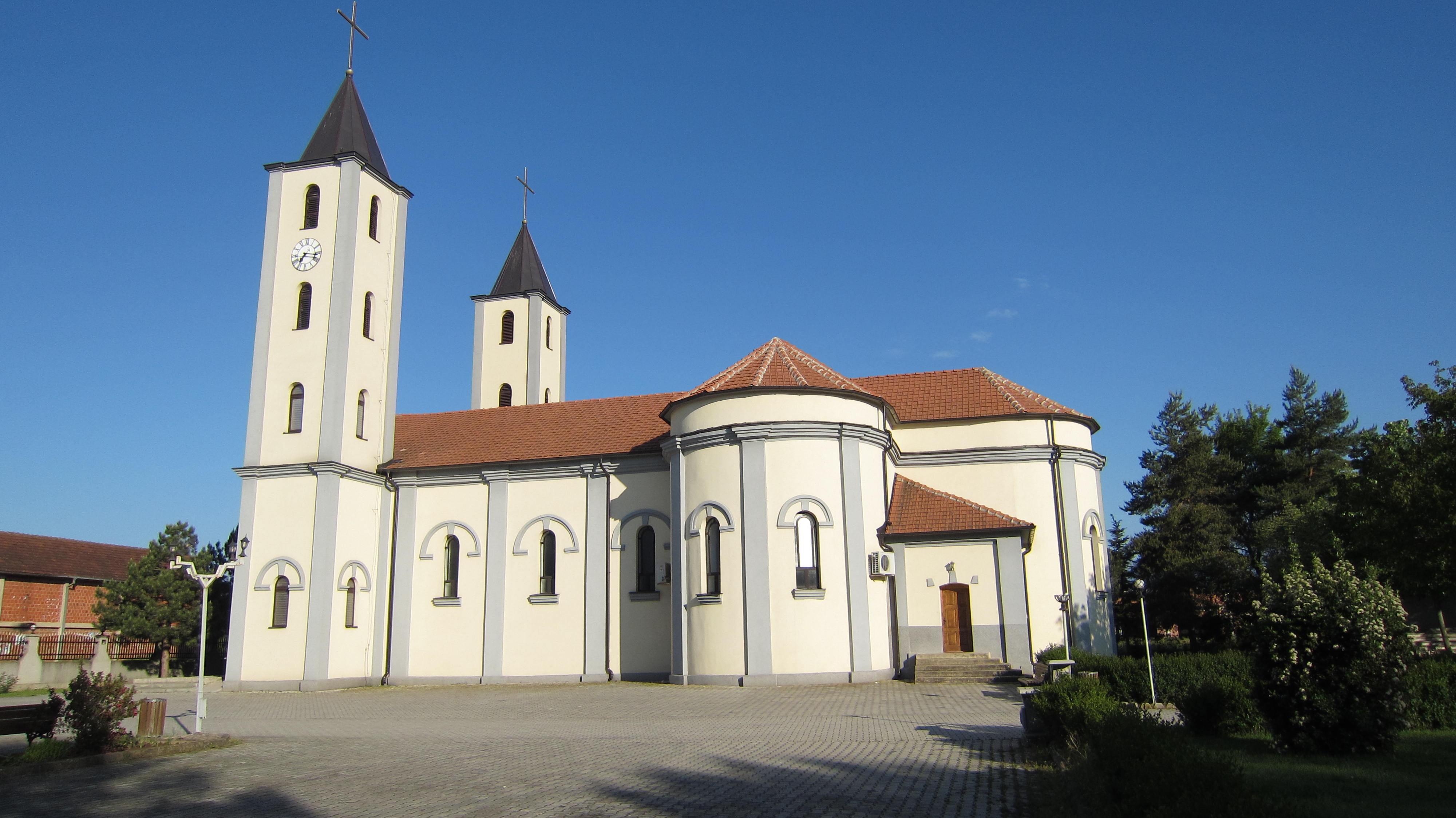
Johanneskirche in Zllakuqan

Zllakuqan wird fast ausschließlich von katholischen Albanern bewohnt. Die Volkszählung 2011 erfasste für den Ort 660 Einwohner, von denen sich 658 (99,70 %) als Albaner bezeichneten; von zwei Personen sind keine Daten vorhanden. 657 Personen (99,55 %) deklarierten sich als Katholiken und eine Person als Muslim.
| Volkszählung | 1948 | 1953 | 1961 | 1971 | 1981 | 1991 | 2011 |
| ------------ | ---- | ---- | ---- | ---- | ---- | ---- | ---- |
| Einwohner    | 518  | 570  | 685  | 855  | 1031 | 1151 | 660  |

## Infrastruktur
Die Grundschule des Dorfes ist nach Shtjefën Gjeçovi benannt.
Eine Johannes dem Täufer geweihte katholische Kirche (alb. Kisha e Shën Gjon Pagëzuesit) befindet sich an der Hauptverkehrsstraße durch den Ort. Zllakuqan wird wegen des hohen Katholikenanteils auch „kleines Rom von Kosovo“ genannt. Viele bekannte Autoren und Pfarrer haben ihre Anfänge in Zllakuqan, darunter auch der albanische Buchautor Bardhec Don Ben Zymi.
Es gibt in Zllakuqan den sogenannten Pishina-Europark, einen großen Schwimm- und Vergnügungspark. Dieses 2006 gebaute Schwimmbad, ein Nachbau des Schwimmbads Uzwil, besuchen vor allem Leute aus Zllakuqan und Klina.